# Alsace-Klasse
Bei den Schlachtschiffen der Alsace-Klasse handelt es sich um einen Entwurf der französischen Marine aus den 1940er Jahren, deren vollständige Entwicklung und Bau jedoch kriegsbedingt nicht mehr zustande kam. Als geplanter Nachfolger der Richelieu-Klasse war die Klasse der letzte Entwurf der französischen Marine für ein Schlachtschiff. Für die zwei geplanten Einheiten gab der französische Marineadmiralstab am 15. Mai 1940 folgende vier Namen dem Verteidigungsministerium bekannt, die zur Vergabe anstanden: Alsace, Normandie, Flandre und Bourgogne.

## Vorgeschichte
Da Ende der 1930er Jahre verschiedene Nationen wieder damit begannen, ihre Flotten mit neuen Schlachtschiffen aufzurüsten, sah sich Frankreich gezwungen, seine Flotte ebenfalls zu modernisieren, um nicht den Anschluss zu verlieren. Vor allem die zwei Schlachtschiffe der H-Klasse, die im Sommer 1939 in Deutschland auf Kiel gelegt wurden, führten zu diesen Überlegungen. Durch die Unterzeichnung des Internationalen Flottenabkommen vom Juni 1938, das neben Frankreich auch die USA, Großbritannien, Italien, Deutschland und die Sowjetunion unterschrieben hatten, war es nun möglich, die Standardverdrängung für Schlachtschiffe von 35.000 t auf 45.000 t anzuheben. So wurde am 1. April 1940 eine entsprechende Vorlage im französischen Parlament eingereicht, das den Bau von neuen Schlachtschiffen vorsah. Am 15. April erhielt die Vorlage die Zustimmung der Mehrheit der Abgeordneten unter der Voraussetzung, durch die zwei Neubauten die zwei älteren Schlachtschiffe der Courbet-Klasse, die Courbet und die Paris, zu ersetzen. Ziel war es, durch die neuen Schiffe zwei Schlachtschiffdivisionen mit je drei Schiffen zu erhalten. Diese sollten sich aus den besagten zwei Neubauten und den vier schon im Bau befindlich Einheiten der Richelieu-Klasse (Richelieu, Jean Bart, Clémenceau und die modifizierte Gascogne) zusammensetzen.

## Planung
Bei der Gestaltung der neuen Schlachtschiffe gab es verschiedene Varianten. Dabei dachte man grundsätzlich daran, sie ähnlich der Gascogne zu bauen, mit Hauptartillerie auf dem Vorschiff sowie achtern. Die Geschwindigkeit sollte genauso wie bei der Richelieu-Klasse ebenfalls um die 30 kn liegen, um zu verhindern, dass die Schiffe einen Kampfverband unnötig verlangsamten. Auch der Panzerungsschutz sowie die Sekundär- und Flugabwehrbewaffnung orientierten sich an den Vorgaben der Gascogne.
Da durch das neue Flottenabkommen die Schiffe nun 10.000 t schwerer sein durften, wollte man dies auch in Form von größerer Schlagkraft ausnutzen. Hierzu wurden drei Alternativen in Betracht gezogen.
- Alternative I sah ein Schiff mit rund 40.000 t Verdrängung und 252 m Länge vor. Die 170.000 PS starke Antriebsanlage sollte den 35 m breiten Entwurf eine Geschwindigkeit von 31 kn ermöglichen. Bei der Hauptbewaffnung erwog man die Verwendung von neun 38,0-cm-Geschützen in je drei Drillingstürmen, davon zwei auf dem Vorschiff und einer achtern.
- Alternative II sollte ebenfalls mit drei Drillingstürmen ausgestattet sein, doch sollten diese mit 40,6-cm-Geschützen bestückt werden, ähnlich den amerikanischen Schlachtschiffneubauten. Durch die größeren Geschütze vergrößerte sich auch die Verdrängung auf 42.500 ts. Um weiterhin die gewünschten 31 kn zu erreichen, hätte dieser Entwurf ein 190.000 PS starken Antrieb erhalten. Die Abmessungen des Rumpfes wurden mit 256 m Länge und 35,5 m Breite angegeben.
- Die Alternative III hätte jedoch wohl am ehesten den Zuschlag bekommen. Der 45.000-t-Entwurf war mit zwölf 38,0-cm-Geschützen in drei Vierlingstürmen versehen, von den wie bei den anderen Alternativen zwei auf dem Vorschiff und einer achtern aufgestellt werden sollte. Zwar hätte man mit den Vierlingstürmen ein etwas kleineres Kaliber gewählt als bei der Alternative II bzw. den deutschen Schlachtschiffen der H-Klasse, jedoch hätte man viel Forschungszeit und Kosten gespart, da diese schon in der Richelieu-Klasse zum Einsatz kamen und nahezu unverändert übernommen werden konnten. Zudem hätte ein einheitliches Kaliber der sechs Schlachtschiffe von 38,0 cm gewisse logistische Vorteile gehabt. Der 220.000 PS starke Antrieb sollte die Schiffe auf 32 kn beschleunigen. Mit den Abmessungen von 255 m Länge und 35,5 m Breite war diese fast identisch zu der Alternative II.

Es ist anzunehmen, dass der Antrieb der Schiffe ähnlich wie schon bei den Schiffen der Dunkerque-Klasse und der Richelieu-Klasse über vier Propeller erfolgt wäre. Die Unterbringung der Bordflugzeugeinrichtungen wäre, ähnlich wie bei der Gascogne schon geplant, achtern erfolgt. Dort war aber, anders als bei den anderen Schiffen der Richelieu-Klasse, auf Grund der Anbringung der schweren Artillerie im Heck eine neue Lösung gefragt. Hierbei ließ man sich von den amerikanischen Kreuzern der Brooklyn-Klasse inspirieren, die über einen Unterdeckhangar verfügten. Zeitweise überlegte man bei der Gascogne auch die Aufstellung der Einrichtungen im Mittelschiff, ähnlich wie zum Beispiel bei der deutschen Bismarck-Klasse. Man verwarf diesen Vorschlag aber wieder, weil man die Befürchtung hatte, dass bei Bränden die Ausfallgefahr zu hoch gewesen wäre.
Durch die vergrößerte Verdrängung und Abmessung wurde die Anzahl an der zur Verfügung stehenden Baudocks geringer. So kamen für den Bau nur die folgenden Standorte in Frage:
- Trockendock Nr. 9 in Laninon/Brest, mit dem Nachteil einer großen Entfernung zum Arsenal.
- Helgen Nr. 1 in St. Nazaire, das zu diesem Zeitpunkt jedoch noch mit dem Flugzeugträger Joffre belegt war und der frühestens ab Mitte 1940 zu Wasser gelassen werden konnte (ohne Kriegsverzögerungen).
- Caquot-Baudock in St. Nazaire wäre frei gewesen, nachdem die Gascogne es verlassen hätte. Das wäre jedoch nicht vor voraussichtlich Ende 1942 gewesen, da Anfang 1940 nur Vorarbeiten am Baumaterial für das Schiff erledigt waren und der eigentliche Bau an dem Schiff noch gar nicht begonnen hatte.

Somit war eine Fertigstellung der beiden Schiffe nicht vor 1946 beziehungsweise 1949 zu erwarten. Diese Pläne wurden aber mit der Eroberung Frankreichs durch die Wehrmacht hinfällig, und das Projekt der Alsace-Klasse war obsolet.

## Fazit
Mit ihrer soliden ausgelegten Panzerung und ihren zwölf 38,0-cm-Geschützen wären die Schlachtschiffe sowohl für die deutschen Schlachtschiffe der H-Klasse bzw. Bismarck-Klasse, sowie auch für die italienischen Schlachtschiffe der Littorio-Klasse ein ernst zu nehmender Gegner gewesen, vor allem, wenn man in Betracht zieht, dass die zwei geplanten Einheiten dieselbe Feuerkraft gehabt hätten wie drei Schiffe der Bismarck-Klasse. Fraglich bleibt jedoch, inwiefern diese Schlachtschiffe auch ohne Kriegsausbruch eine Rolle gespielt hätten, einerseits wegen ihrer späten Verfügbarkeit (1946 bzw. 1949) und andererseits wegen des zusehends stärker werden Einflusses der Flugzeugträger, denen selbst so mächtige Schiffe wie die der Yamato-Klasse zum Opfer fielen, die über deutlich stärkere Flugabwehrbewaffnung verfügten.